# Theridion gigantipes
Theridion gigantipes är en spindelart som beskrevs av Eugen von Keyserling 1890. Theridion gigantipes ingår i släktet Theridion och familjen klotspindlar. Inga underarter finns listade i Catalogue of Life.